# Toxina botulínica

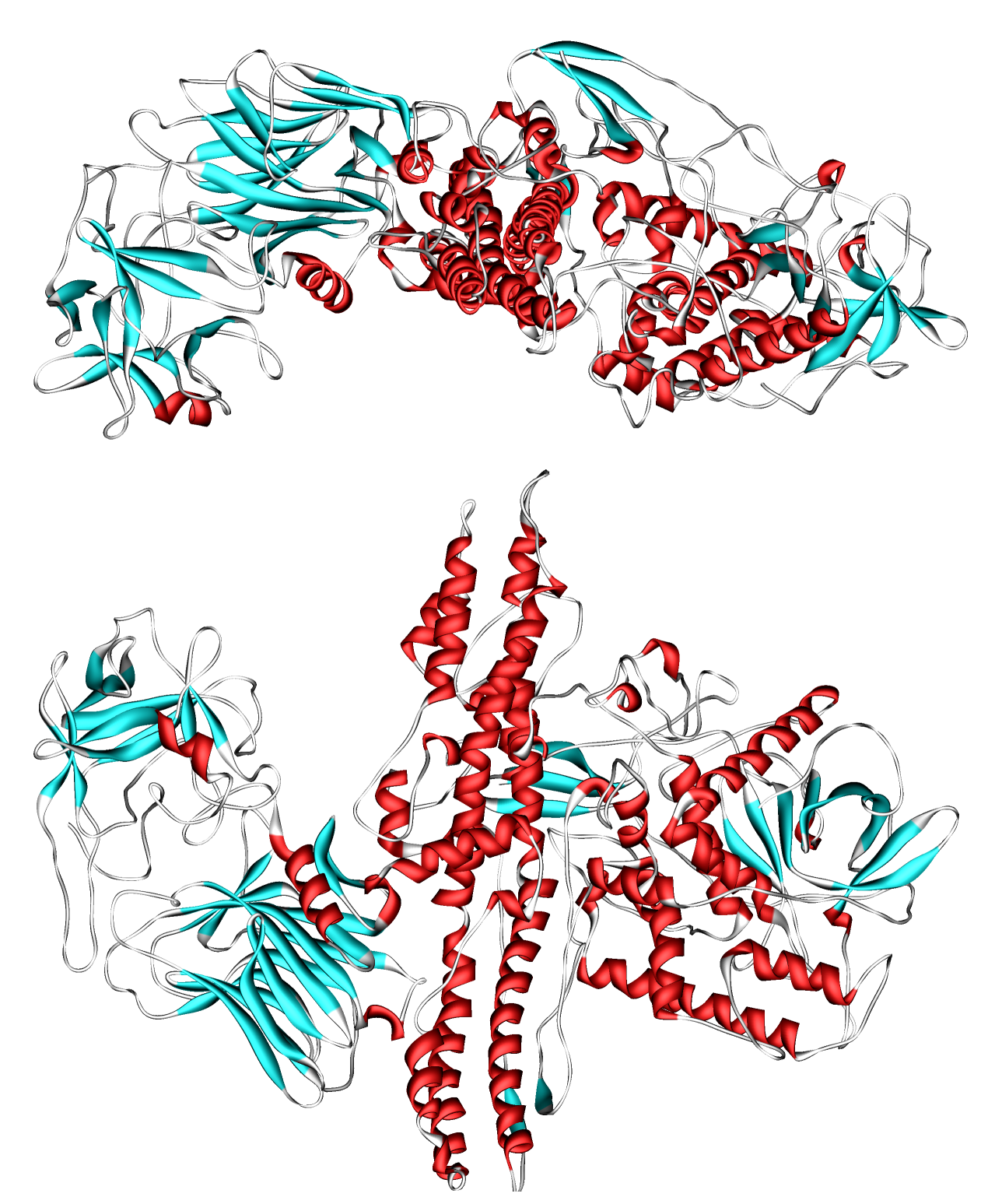
Toxina Botulínica Tipo A

A toxina botulínica é uma neurotoxina, produzida pela bactéria Clostridium botulinum.
A Clostridium botulinum é uma bactéria anaeróbia, que em condições apropriadas à sua reprodução (10 °C, sem oxigênio e certo nível de acidez), cresce e produz sete sorotipos diferentes de toxina (A, B, C1, D, E, F e G). Dentre esses, o sorotipo A é o mais potente.
Para fins terapêuticos, é utilizada uma forma purificada, congelada a vácuo e estéril da toxina botulínica tipo A, produzida a partir da cultura da cepa Hall da bactéria Clostridium botulinum. Esta forma proporciona maior duração dos efeitos terapêuticos. Quando aplicada em pequenas doses, ela bloqueia a liberação de acetilcolina (neurotransmissor responsável por levar as mensagens elétricas do cérebro aos músculos) e, como resultado, o músculo não recebe a mensagem para contrair.

## Origem
No final da década de 60, o oftalmologista americano Alan B. Scott, que buscava alternativas para o tratamento não cirúrgico do estrabismo, obteve do Dr. Edward J. Schantz, amostras da toxina botulínica tipo A para testá-la em músculos extraoculares de macacos. A experiência foi bem-sucedida e Scott publicou seu primeiro trabalho sobre o assunto em 1973, confirmando a toxina botulínica tipo A como uma alternativa eficaz para o tratamento não cirúrgico do estrabismo.
Ainda na década de 70, Scott recebeu autorização do FDA (Food and Drug Administration), órgão que regula o setor de medicamentos dos Estados Unidos para utilizar a toxina em seres humanos, conduzindo estudos durante os anos de 1977 e 1978. Ele descobriu que o produto, quando injetado, relaxava os músculos. Deduziu então que uma aplicação local, em determinados músculos, interrompia momentaneamente o movimento muscular anormal e, dessa forma, corrigia o problema.
E foi a partir do uso terapêutico, que surgiu o uso cosmético. Quando o casal canadense Jean e Alastair Carruthers, oftalmologista e dermatologista respectivamente, observou a melhora das rugas em pacientes tratados para indicações terapêuticas, como blefaroespamo, iniciaram os primeiros estudos na área. Deste então, o uso cosmético da toxina botulínica tipo A evoluiu e se expandiu em todo mundo.

## Mecanismo de ação
A toxina botulínica tem como alvo o complexo SNARE e SNAP25, proteínas envolvidas na fusão de vesículas contendo neurotransmissores com a membrana plasmática para liberação nas sinapses. A toxina é uma protease dependente de zinco, que então cliva ligações específicas entre as proteínas desse complexo, impedindo a liberação de acetilcolina nas sinapses das junções neuromusculares. Sua ação é tão letal, que se um único grama fosse dispersado e inalado, seria capaz de matar mais de um milhão de pessoas, apesar de uma dispersão de tal forma uniforme ser tecnicamente difícil.
A toxina botulínica é liberada como um polipeptídeo de 150 kDa que sofre mudanças conformacionais separando-o em uma cadeia pesada (com 100 kDa) e uma cadeia leve (com 50 kDa) ligadas por duas pontes dissulfeto. A cadeia leve tem a função de endopeptidase dependente de zinco que cliva diferentes proteínas envolvidas na liberação de acetilcolina na fenda sináptica, de acordo com o tipo da toxina (A a F).

## Marcas
BOTOX® é a marca de toxina botulínica tipo A, produzida pela farmacêutica americana Allergan.
No Brasil, a marca BOTOX® foi aprovada em 1992 para indicações terapêuticas e, em 2000, para o tratamento de rugas e hiperidrose axilar e palmar. Mas por ser a primeira aprovada, BOTOX® tornou-se muito conhecida e, por isso, virou sinônimo do procedimento.
Nos Estados Unidos, ela foi aprovada em 2002 pelo FDA (Food and Drug Administration) para o uso cosmético e em 2004 para hiperidrose até hoje é a única marca de toxina botulínica tipo A aprovada para esse fim naquele país.
BOTULIFT® (AMGEM / Bergamo) é a marca de toxina botulínica tipo A, produzida pela farmacêutica Sul coreana Medtox empresa conceituada e referência na fabricação desse medicamento.  
PROSIGNE (Cristália) é a marca de toxina botulínica tipo A, produzida pela Lanzhou Institute (80 anos de mercado), instalada na China, e está no mercado brasileiro há 15 anos. Única toxina com excipiente de gelatina bovina (não contém cisteína), livre de albumina e lactose.  
XEOMIN (Biolab); BOTULIM (Laboratório Blau); DYSPORT (Ipsen).

## Indicações

### Uso terapêutico
Dentre as indicações da toxina botulínica tipo A aprovadas pela Anvisa (Agência Nacional de Vigilância Sanitária) estão doenças oftalmológicas e neurológicas que envolvem a hiperatividade muscular, como estrabismo, blefaroespasmo, espasmo hemifacial, distonias, espasticidade e bruxismo.  Aplicada diretamente nos músculos comprometidos, a toxina provoca um relaxamento e bloqueia a atividade motora involuntária, o que reduz a dor e aumenta a amplitude de movimento dos pacientes. O relaxamento e a melhora na movimentação são fundamentais em todas as etapas do tratamento. O tratamento com a toxina pode reduzir o uso de medicação antiespástica e, inclusive, retardar ou evitar intervenções cirúrgicas.
Além das indicações terapêuticas, o medicamento é amplamente conhecido no tratamento de linhas faciais hipercinéticas e para o tratamento da hiperidrose palmar e axilar.
Apesar de seus efeitos serem letais, a toxina botulínica é uma droga segura. Quando injetada, a proteína não se difunde por mais que 2 cm, sendo eficaz apenas localmente. 

### Uso estético
A toxina botulínica tem sido utilizada para tratamento de rugas de expressão, sorriso deprimido, e também para tratamento de hiperidrose palmar e ou axilar.
O efeito começa após 24 horas da aplicação e é bem notável após 3 dias. Se necessário alguma complementação, esta deverá ser realizada 20 dias após a aplicação.
Apesar da toxina botulínica ser amplamente conhecida por sua utilização cosmética em injeções intramusculares para a redução de rugas faciais, a sua principal aplicação é voltada ao uso terapêutico. A utilização dessa toxina purificada em procedimentos cosméticos só foi aprovada pela ANVISA no Brasil em 2000 e nos EUA, pela FDA, em 2002.
Em 2007, os tratamentos estéticos não-cirúrgicos lideraram o ranking do ASAPS (Sociedade Americana de Cirurgia Plástica e Estética) com 9 621 999 procedimentos realizados.[carece de fontes?] Entre os que se destacam como os mais populares e os mais procurados são a aplicação com Toxina Botulínica Tipo A (2 775 176) e o preenchimento com ácido hialurônico (1 448 716).
Os dados confirmam a tendência de que os pacientes buscam tratamentos mais simples, práticos e não-invasivos. Ao todo, em 2007, os tratamentos não-cirúrgicos atingiram 82% dos procedimentos estéticos, contra os 18% restante, que foram cirúrgicos. Desde 1997, estes dados representam um incremento de 754% para os procedimentos não cirúrgicos contra 114% para os cirúrgicos.
As mulheres representam o público que mais procura o procedimento, mas a preferência dos homens também cresce de forma interessante (91% mulheres e 9% homens). A faixa de idade em que se concentrou o maior número de tratamentos compreende pessoas entre 35 e 50 anos (46% do total), seguido pelas pessoas entre 19 e 34 anos (21% do total), mais de 65 (6% do total) e por último, menos de 18 anos (menos de 2% do total).

### Tratamento para doenças urológicas
A toxina botulínica tipo A pode ser usado para Doenças Urológicas como incontinência urinária e bexiga hiperativa. Ela é aplicada diretamente na parede da bexiga, fazendo com o que haja um relaxamento temporário da musculatura, um controle da vontade de urinar e, acima de tudo uma melhora na qualidade de vida do paciente, que retorna às suas atividades rotineiras sem vergonha ou medo de que ocorra uma libertação acidental e involuntária de urina.

## Efeitos adversos

### Envenenamento
Ver artigo principal: Botulismo
A toxina botulínica H é o veneno mais letal conhecido, um milhão de vezes mais mortífero que a dioxina, o veneno mais letal produzido pelo homem. Para a toxina butinolina H, a dose letal que matará 50% de uma população teste é de meros 0,00000003 mg da substância por quilo de peso corporal. Estima-se que um único grama de toxina botulínica purificada seja o suficiente para matar mais de um milhão de pessoas.

## Profissionais habilitados
A Agência Nacional de Vigilância Sanitária (no Brasil) entende que a toxina botulínica tipo a é aplicável por meio de técnicas injetáveis e perfurocortantes, e que não é considerado procedimento invasivo cirúrgico, sendo exclusivo aos Cirurgiões-Dentistas, Médicos, Farmacêuticos Estetas e Biomédicos Estetas. O procedimento deve ser realizado sempre com segurança e por profissionais com a habilitação adequada no procedimento.

## Desnaturação
A toxina botulínica sofre processo de desnaturação em temperaturas maiores do que 80 °C.